# Franz von John
Franz von John, född den 20 november 1815 i Bruck an der Leitha, död den 25 maj 1876 i Wien, var en österrikisk friherre och general.
von John tillhörde från 1845 Josef Radetzkys generalstab och utmärkte sig 1848 i norra Italien. Han utnämndes 1857 till överste och friherre samt 1859 till generalstabschef för sjätte armékåren i södra Tyrolen och 1860 till generalmajor för Ludwig von Benedeks armé i Italien. Samma ställning intog han i ärkehertig Albrekts här 1866 och befordrades för sin vid Custozza ådagalagda strategiska duglighet till fältmarskalklöjtnant. I oktober 1866 utnämndes von John till österrikisk krigsminister och i december 1867 till rikskrigsminister för Österrike-Ungern, uppgjorde planen till den nya härordningen, grundad på allmän värnplikt, men avgick redan i januari 1868. År 1873 blev han fälttygmästare och 1874 åter liksom 1866-1867 chef för generalstaben.